# Lärbro församling
Lärbro församling var en församling i Visby stift. Församlingen uppgick 2010 i Lärbro-Hellvi församling medan pastoratet Lärbro pastorat bestod till 2012.
Församlingskyrka var Lärbro kyrka.

## Administrativ historik
Församlingen har medeltida ursprung. Under 1500-talet införlivades Ganns församling. Den 1 januari 1980 överfördes till Lärbro församling från Hangvars församling ett obebott område omfattande en areal av 0,1 km², varav 0,1 km² land. Gränsändringen berörde fastigheten Tängelgårde 1:91 som bildats 1977 genom sammanläggning av fastigheterna Tängelgårde 1:3, 1:5, 1:61, 1:69, 1:82 i Lärbro församling med fastigheterna Kyrkebys 1:51 och 1:52 i Hangvars församling. 1986 skedde en ny gränsändring genom bildandet av fastigheten Tängelgårde 1:95 genom sammanläggning av flera fastigheter i Lärbro församling med fastigheterna Kullshage 1:29, 1:38, 1:40, 1:42, 1:44 och 1:46 i Hangvars församling. Området i Hangvar överfördes därmed till Lärbro.
Församlingen utgjorde under medeltiden ett eget pastorat för att därefter vara moderförsamling i pastoratet Lärbro och Hellvi som 1962 utökades med Hangvars församling och Halls församling. 2002 slogs församlingarna Hellvi och Hall samman och bildade Hangvar-Halls församling och pastoratet blev då Lärbro, Hellvi och Hangvar-Hall. Lärbro församling uppgick 2010 i Lärbro-Hellvi församling men pastoratet bestod till 2012 med församlingarna Lärbro-Hellvi och Hangvar-Hall. 
Församlingskod var 098010, pastoratkod var 120105.

## Areal
Lärbro församling omfattade den 1 januari 1981 en areal av 103,5 km², varav 102,8 km² land.

## Series pastorum
- Frater Johannes ca 1300
- Belghmund
- Botvidus
- Nicolaus
- Anders Pedersen
- Hans Hemmingsen
- Paul Knudsen Gudbjergius
- Hans Bengtsson Nyman
- Johannes Brodinus
- Henrik Hansson Schmidt
- David Larsson Herlitz
- Isak Printz

## Klockare och organister
| Ämbetstid | Namn                      | Levnadstid | Övrigt                           |
| --------- | ------------------------- | ---------- | -------------------------------- |
| 1822–1827 | Rasmus Larsson            | 1754–1827  | Klockare                         |
| 1829–1866 | Lars Lindal               | 1797–1866  | skolmästare, klockare och lärare |
| 1867–1878 | Carl Niklas Carlsson      | 1789–1854  | Organist, klockare och lärare    |
| 1878–1884 | Olof Niklas Alfred Rosell | 1854–      | Organist, klockare och lärare    |